# 黑圖檔
《黑圖檔》（穆麟德轉寫：hetu dangse），又稱《盛京內務府檔案冊檔》，是清代盛京總管內務府衙門處理皇室事務及來往公文的副本檔案冊，現存於遼寧省檔案館。滿語「hetu」一詞本意為「橫、側」，引申義為「平行、副」；「dangse」一詞是「檔案」的意思。因此，「黑圖檔」在清代成為檔案抄檔、存檔這類公文副本的稱呼，現代用《黑圖檔》專指盛京總管內務府衙門的這類副本檔案冊。
《黑圖檔》對盛京總管內務府同北京內務府、六部、盛京將軍衙門、奉天府、盛京五部等衙門的來往公文原件進行擇要抄錄。其按各朝來分類；每朝再按行文關係，歸為京來、京行、部來、部行、存查五類，每類再依行文時間的先後進行排列。
中華人民共和國成立後，對其進行修裱完畢並微縮拍照，現整理出康熙、雍正、乾隆、嘉慶、道光、咸豐六朝檔案共計1149冊，包括京來檔151冊、京行檔168冊、部來檔429冊、部行檔359冊、存查檔42冊。其中康熙朝全為滿文；雍正、乾隆、嘉慶三朝多數為滿文，亦有滿漢合璧者；道光、咸豐二朝漢文增多，後期多為漢文。目前尚未發現同治、光緒、宣統三朝的檔案，極有可能是在庚子國難中被入侵東北的俄軍破壞或掠走。
《黑圖檔》為現存最大規模的兼具滿漢雙文的清代專題檔案，對清代東北區域史研究頗具價值。2015年被列入中國檔案文獻遺產名錄。自2016年起，遼寧省檔案館聯合线装书局陸續出版了329冊，正文為影印照片，前有中文翻譯的內容索引目錄，推動了檔案公開利用。

## 已出版的《黑圖檔》叢書
《黑圖檔》叢書目前已出版329冊
- 《黑图档总目录》，线装书局，2017年10月出版
- 《黑图档·乾隆朝》24册，线装书局，2015年5月出版
- 《黑图档·咸丰朝》16册，线装书局，2016年6月出版
- 《黑图档·雍正朝》30册，线装书局，2016年8月出版
- 《黑图档·康熙朝》55册，线装书局，2017年2月出版
- 《黑图档·道光朝》54册，线装书局，2017年4月出版
- 《黑图档·嘉庆朝》58册，线装书局，2016年出版。
- 《黑图档·乾隆朝部来档》46册，线装书局，2017年出版。
- 《黑图档·乾隆朝部行档》46册，线装书局，2017年出版。